# Onomastika
Onomástika (tudi onomatologíja, imenoslóvje; grško ounouma - ime) je jezikoslovna znanstvena veda (disciplina), ki obravnava osebna imena, priimke, vzdevke, hišna imena. Etnologiji pomaga osvetljevati družinsko, krajevno in družbeno zgodovino. Podobno vlogo ima toponomastika.